# Middleton on the Wolds
Middleton on the Wolds est une paroisse civile et un village du Yorkshire de l'Est, en Angleterre.